# Patikamúzeum (Nagyszeben)
A nagyszebeni Patikamúzeum műemléknek nyilvánított múzeum Romániában, Szeben megyében. A romániai műemlékek jegyzékében az SB-II-m-A-12128 sorszámon szerepel.

## Története
A múzeum az 1568-ban épült Fekete Medve gyógyszertár épületében kapott helyet.